# IFRS 11
IFRS 11 «Соглашение о совместной деятельности» — международный стандарт финансовой отчётности, выпущен Советом по МСФО в мае 2011 года, введён в действие для применения на территории Российской Федерации приказом Минфина России от 18.07.2012 № 106н.

## Определение
МСФО (IFRS) 11 «Соглашение о совместной деятельности» применяется всеми компаниями, которые являются стороной в совместных соглашениях:
- для учёта долей в совместных предприятиях (СП);
- для отражения активов, обязательств, доходов и расходов совместных предприятий в финансовой отчётности участников и инвесторов;
- независимо от структур или форм, в которых осуществляется деятельность совместных предприятий.

Совместный контроль — это базирующееся на договорной основе распределение контроля над экономической деятельностью, которое существует только в том случае, если для принятия решений в отношении основных видов деятельности требуется единогласное одобрения всех участников.
Совместное соглашение — это соглашение, по которому две или более стороны имеют совместный доступ.
Совместное предприятие — это совместное соглашение, по которому стороны, имеющие совместный контроль, имеют права на чистые активы совместного соглашения.
Участник СП — сторона по договору о совместном предприятии, осуществляющая совместный контроль над этим предприятием.
Совместная деятельность — совместное соглашение, по которому стороны, имеющие совместный контроль, получают права на активы и несут соответствующие обязательства в отношении этого соглашения.
Участник совместной деятельности — сторона по совместному соглашению, осуществляющая совместный контроль над этой деятельностью.

## Формы совместных соглашений
Выделяются два основных вида совместных соглашений:
- совместная деятельность;
- совместные предприятия.

Стороны совместного соглашения связаны договорными соглашениями, которые включают следующие элементы:
- цель совместного соглашения, вид деятельности и её продолжительность
- порядок назначения совета директоров или равнозначного органа управления
- порядок принятия решений: вопросы, требующие согласования сторон и права голоса участников
- капитал и прочие взносы, требуемые от участников
- разделение продукции, доходов, расходов или результатов деятельности между участниками совместного соглашения

Сфера действия МСФО (IFRS) 11 при следующих условиях:
- договорное соглашение устанавливает совместный контроль
- единогласное одобрение при принятии решений по основным видам деятельности компании свидетельствует о наличии совместного контроля у нескольких участников совместного соглашения, следовательно, об отсутствии контроля у какой-либо одной стороны.

Соглашение будет классифицировано как совместная деятельность:
- Если не создаётся отдельная структура, поэтому каждый участник получает права на активы и доходы по совместному соглашению и несёт обязательства по погашению обязательств и расходов, каждый участник использует свои собственные основные средства, создаёт свои собственные запасы, несёт свои собственные расходы и обязательства, получает своё собственное финансирование.
- В случае создания отдельного юридического лица активы и обязательства отдельно созданной структуры остаются активами и обязательствами самих участников.
- Если по совместному соглашению стороны договорились о разделении прав на активы, полученные по соглашению, в определённой пропорции.

Каждый участник совместной деятельности признаёт в своей финансовой отчётности:
- свои активы, включая свою долю в совместно контролируемых активах
- свои обязательства, включая свою долю в обязательствах, принятых совместно
- понесённые расходы и свою долю в доходах, которую он получает в результате продаж товаров или услуг, произведённых в ходе данной деятельности.

В других случаях соглашение классифицируется как совместное предприятие:
- контролирует активы, принимает обязательства, несёт расходы и получает прибыль, от своего имени заключает договора, получает финансирование в интересах совместного предприятия
- ведёт свои собственные бухгалтерские записи, составляет и представляет финансовую отчётность

Участник признаёт свою долю участия в совместном предприятии как инвестицию и должен учитывать эту инвестицию, используя метод долевого участия, в соответствии с МСФО (IAS) 28 «Инвестиции в ассоциированные компании и совместные предприятия»:
- доля участия в совместном предприятии первоначально учитывается по себестоимости
- затем корректируется на произошедшее после приобретения изменение в чистых активах совместного предприятия с учётом доли участника
- как следствие, прибыль или убыток участника включает его долю в прибыли или убытке совместного предприятия.

## Раскрытие информации
Раскрывается информация в примечаниях к финансовой отчётности:
- характер, размер и финансовый эффект от инвестиций в совместные предприятия и ассоциированные компании
- характер и изменения в рисках, связанных с инвестициями в совместные предприятия и ассоциированные компании.
- наименование, характер взаимоотношений (вид деятельности), местонахождение, доли владения
- каким образом учитывается инвестиция: используется долевой метод учёта или по справедливой стоимости
- существенные ограничения, влияющие на перевод фондов компании в форме дивидендов, выплат долгов или авансов
- отчётные даты финансовых отчётов совместных и ассоциированных компаний
- убытки, не признанные в финансовой отчётности материнской компании по долевому методу учёта
- обязательства, связанные с совместными предприятиями, отдельно от прочих обязательств, а также отдельно суммы условных обязательств в отношении инвестиций в совместные предприятия или ассоциированные компании.